# 特魯比齊
50°56′10″N 26°19′12″E / 50.93611°N 26.32000°E
特魯比齊（烏克蘭語：Трубиці），是烏克蘭西北部的村莊，隸屬里夫內州的里夫內區。該村面積1.23平方公里，海拔高度173米，2001年人口385，人口密度每平方公里313人。